# دوري إستونيا الممتاز 1997–98
دوري إستونيا الممتاز 1997–98 (بالإستونية: Meistriliiga 1997/98)‏ هو الموسم 7 من  دوري إستونيا الممتاز. أقيم خلال الفترة 19 يوليو 1997 وحتى 17 يونيو 1998، وأشرف على تنظيمه اتحاد إستونيا لكرة القدم، وكان عدد الأندية المشاركة فيه  8، وفاز فيه نادي فلورا.